# Рагг, Гордон
Гордон Рагг (англ. Gordon Rugg; род. 1955) — британский академик, руководитель Группы Моделирования Знаний Килского университета, приглашённый старший научный сотрудник Открытого университета, также известный попытками расшифровки манускрипта Войнича.

## Биография
Родился в Перте, Шотландия; Рагг получает высшее образование по французскому языку и лингвистике, а также докторскую степень по психологии в Университете Рединга, Великобритания.
Работал в качестве лесоруба, полевого археолога и лектора. Стал центром внимания средств массовой информации в 2004 году за его работу над рукописью Войнича.
Он является соавтором (вместе с Марианом Петре) двух книг для студентов, которые посвящены навыкам в исследовании. Рагг является руководителем группы по моделированию знаний в университете Кила и приглашенным старшим научным сотрудником в открытом университете.

## Исследования
Основная тема его исследований — методы сбора информации: через получение её от людей, для таких целей, как сбор требований для разработки программного обеспечения.
Его работа сформировала один из основных направлений в методе Verifier, который он разработал вместе с Джоан Хайд. Это метод критической переоценки предыдущих исследований сложных проблем. На начальном этапе используется ряд методов извлечения, чтобы получить точную картину предположений и нормальных методов работы, использованных в предыдущей работе. На следующем этапе используются знания поведения экспертов и ряд таксономий ошибок, чтобы определить места, где человеческая ошибка наиболее вероятна. На заключительном этапе используются различные формализмы для оценки того, действительно ли произошла ошибка. Нет гарантии, что этот метод будет перехватывать каждую ошибку — это не метод доказательства правильности части предыдущей работы, но он повышает шансы на обнаружение ключевых ошибок.

### Рукопись Войнича
Рагг использовал неофициальную версию метода Verifier для переоценки предыдущей работы над рукописью Войнича, которая, как полагают, является шифротекстом, основанным на коде, который сопротивлялся расшифровке со времени открытия рукописи Уилфридом Войничем в 1912 году. Предыдущее исследование показало, что рукопись содержала лингвистические особенности, слишком сложные, чтобы их можно было объяснить как мистификацию, и слишком странные, чтобы их можно было объяснить как транслитерацию неопознанного языка, оставляя незашифрованный шифр в качестве единственного реалистичного объяснения.
Рагг предположил, что эти оценки сложности не были основаны на эмпирических данных. Он исследовал ряд методов, известных в конце шестнадцатого века, и обнаружил, что, используя модифицированную кардановую решетку в сочетании с большой таблицей бессмысленных слогов, можно было создавать бессмысленный текст, который имел качественные и статистические свойства, подобные свойствам рукописи. Рагг реплицировал рисунки с ряда страниц в рукописи, сопровождая каждый из них тем же количеством текста, что и на исходной странице, и обнаружил, что большинство страниц можно воспроизвести за один-два часа, так же быстро, как они могут быть расшифрованы. Это указывало на то, что бессмысленная мистификационная рукопись, столь же длинная и, по-видимому, лингвистически сложная, как рукопись Войнича, могла быть изготовлена, вместе с цветными иллюстрациями, одним человеком в период от 250 до 500 часов.
Однако, есть дебаты об особенностях рукописи, которым предложенный метод Рагга не был в состоянии подражать. Двумя основными признаками являются строки, показывающие различные лингвистические особенности основной части рукописи, такие как ключи Нила, и статистические свойства создаваемого текста. Рагг утверждает, что эти лингвистические функции тривиально легко обмануть, используя тот же подход с другим набором таблиц, и это добавило бы около пяти минут времени для создания каждой страницы; контраргумент в том, что это делает обман слишком сложным, чтобы быть правдоподобным. Что касается статистики, Рагг указывает, что текст, созданный из одного и того же набора начальных бессмысленных слогов, но с использованием разных структур таблиц, демонстрирует существенно разные статистические свойства. Поскольку существует десятки тысяч комбинаций дизайна таблицы, он утверждает, что было бы просто вопросом времени найти дизайн, который дал бы те же статистические свойства, что и «Войнича». Может ли это оказаться чем-то полезным или нет — это ещё одна проблема, поскольку она может быть использована для поддержки аргумента Рагга или отклонена как совпадение.
Дальнейшие контраргументы:
- Нет исторических свидетельств того, что карданные решетки использовались для этой цели в любое время в истории
- Радиоуглеродное датирование, кодикология и палеография — все это указывает на то, что рукопись была построена примерно за столетие до того, как были разработаны карданные решетки.
- Математическая концепция случайности ещё не была полностью сформирована в предложенный период времени

Спор продолжается.

## Избранные публикации
- Петре, Мэриан и Гордон Рагг. The unwritten rules of PhD research. McGraw-Hill International, 2010.
- Maiden, N. A. M., and Gordon Rugg. «ACRE: selecting methods for requirements acquisition.» Software Engineering Journal 11.3 (1996): 183—192.
- Рагг Гордон, and Peter McGeorge. «The sorting techniques: a tutorial paper on card sorts, picture sorts and item sorts.» Expert Systems 14.2 (1997): 80-93.
- Рагг Гордон, «The mystery of the Voynich Manuscript: New analysis of a famously cryptic medieval document suggests that it contains nothing but gibberish.» Scientific American 291.1 (2004): 104109.